# Pavel Kafka (kněz)
Mons. Pavel Kafka (8. května 1974 Náměšť nad Oslavou) je moravský římskokatolický kněz a od července 2022 generální vikář diecéze brněnské.

## Život
Narodil se v květnu 1974 v Náměšti nad Oslavou. Po maturitě roku 1992 byl přijat do Teologického konviktu v Litoměřicích a následně také na Teologickou fakultu Univerzity Palackého v Olomouci. Roku 1994 se rozhodl studium přerušit a poté do roku 1995 působil jako asistent rektora Teologického konviktu. Ve studiích teologie pak pokračoval na Papežské Lateránské univerzitě v Římě.[zdroj?]
Když studia dokončil, přijal jáhenské svěcení a rok působil jako jáhen ve farnosti Brno-Bystrc.[zdroj?]
Dne 24. června 2000 byl brněnským biskupem Vojtěchem Cikrlem vysvěcen na kněze a byl ustanoven farním vikářem pro farnosti Blansko a Adamov.[zdroj?]
Dne 1. srpna 2002 byl ustanoven jako farář ve farnostech Kunštát na Moravě a Sebranice u Boskovic. Od roku 2000 také osm let vyučoval křesťanskou etiku na Biskupském gymnáziu v Letovicích, kde rovněž působil jako spirituál.
Od srpna 2009 působil jako děkan děkanství hustopečského a byl také farářem farností Hustopeče u Brna, Starovice a Starovičky. V roce 2011 byl zvolen do Kněžské rady brněnské diecéze.[zdroj?]
V červenci 2016 byl Pavel Kafka jmenován biskupským delegátem pro materiální zajištění kněží a pastorace brněnské diecéze a stal se také správcem nově vzniklého Fondu na podporu kněží a pastorace brněnské diecéze – PULS. Díky jeho pomoci se PULS stal jedním z pilířů financování na biskupství brněnském a byl velkou inspirací pro další diecéze.[zdroj?]
Pater Kafka je také pověřen vedením formace stálých jáhnů a od roku 2020 působí jako administrátor farností Domašov a Svatoslav.[zdroj?]
Dne 1. července 2022 ho nový brněnský biskup Pavel Konzbul, dva dny po svém uvedení, ustanovil generálním vikářem diecéze brněnské.